# Tuffi ai II Giochi olimpici giovanili estivi
Le gare di tuffi della seconda olimpiade giovanile sono state disputate dal 23 al 27 agosto 2014 presso il Nanjing OSC Natatorium di Nanchino. Sono stati assegnati i titoli olimpici giovanili in due specialità per sesso e, per la prima volta, nella gara a squadre miste.

## Podi

### Ragazzi
| Evento           | Oro      | Perform. | Argento             | Perform. | Bronzo              | Perform. |
| Trampolino 3m    | Yang Hao | 613,80   | Rodrigo Diego López | 593,65   | Philippe Gagné      | 566,75   |
| Piattaforma 10 m | Yang Hao | 665,90   | Philippe Gagné      | 531,70   | Rodrigo Diego López | 512,75   |

### Ragazze
| Evento           | Oro          | Perform. | Argento           | Perform. | Bronzo           | Perform. |
| Trampolino 3m    | Wu Shengping | 492,05   | Hanna Krasnoshlyk | 459,10   | Zhiayi Loh       | 446,70   |
| Piattaforma 10 m | Wu Shengping | 535,50   | Zhiayi Loh        | 449,35   | Alejandra Orozco | 403,15   |

### Misti
| Evento               | Oro                                      | Perform. | Argento                              | Perform. | Bronzo                                          | Perform. |
| Gara a squadre miste | Squadra 2 Alejandra Orozco Daniel Jensen | 379,50   | Squadra 4 Wu Shengping Mohab Elkordy | 374,90   | Squadra 5 Gracia Leydon Mahoney Pylyp Tkachenko | 354,00   |